# Rue Georges-Lardennois
La rue Georges-Lardennois est une voie du 19e arrondissement de Paris en France.

## Situation et accès

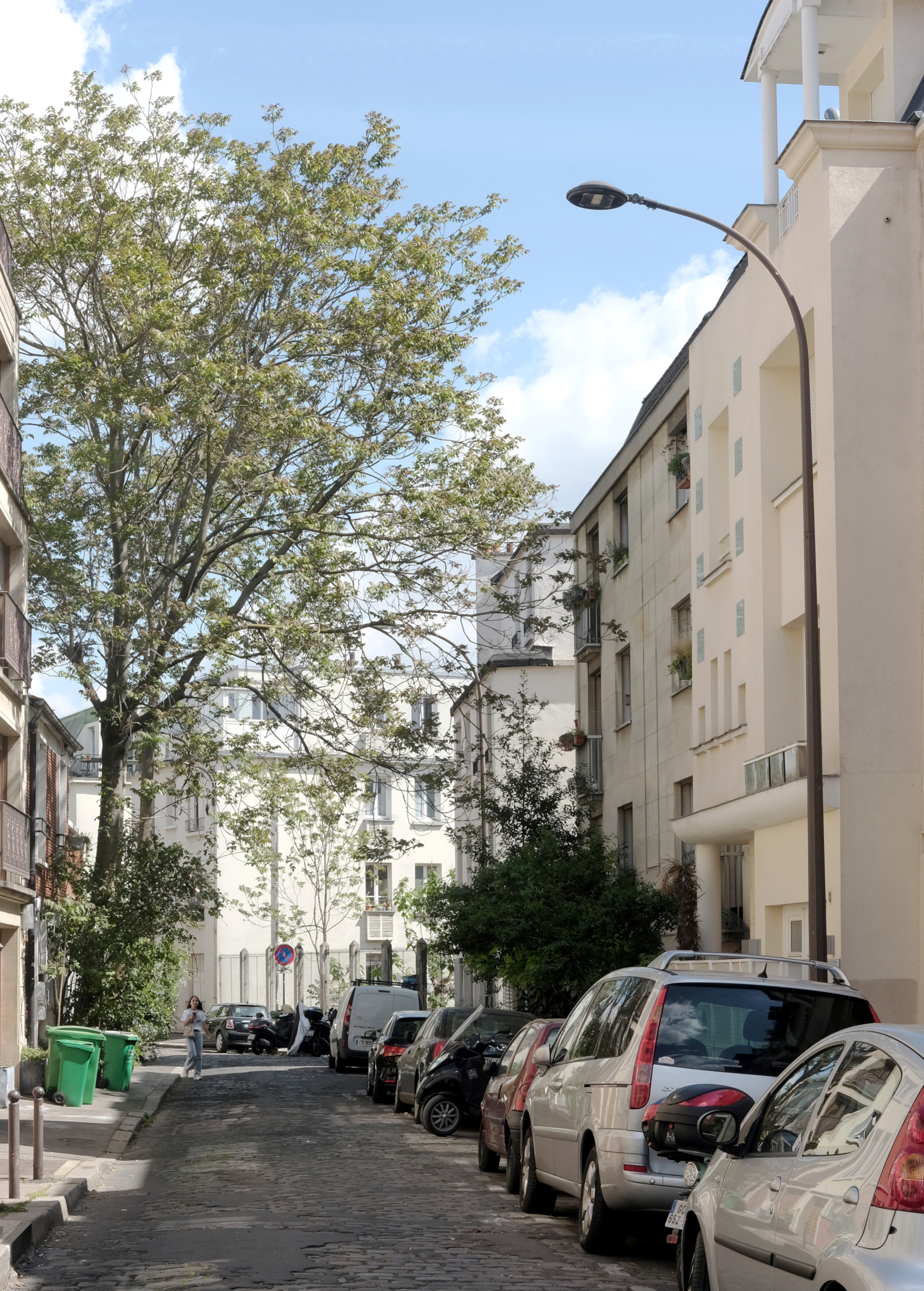
La rue Georges-Lardennois sur le haut de la butte Bergeyre.

La rue Georges-Lardennois est une voie publique située sur la butte Bergeyre. Présentant un fort dénivelé, elle débute au 38, avenue Mathurin-Moreau et se termine au 1, rue Barrelet-de-Ricou. Elle présente la particularité d'être la seule voie d'accès à la butte Bergeyre ouverte à la circulation.

## Origine du nom
Elle porte le nom du chirurgien Georges Lardennois (1878-1940), professeur à la faculté de médecine de Paris.

## Historique
Cette rue est ouverte en 1927 sur l'emplacement de l'ancien stade Bergeyre dans un lotissement appartenant à M. Pélissier et prend sa dénomination actuelle en 1928.

Exemples d'habitations
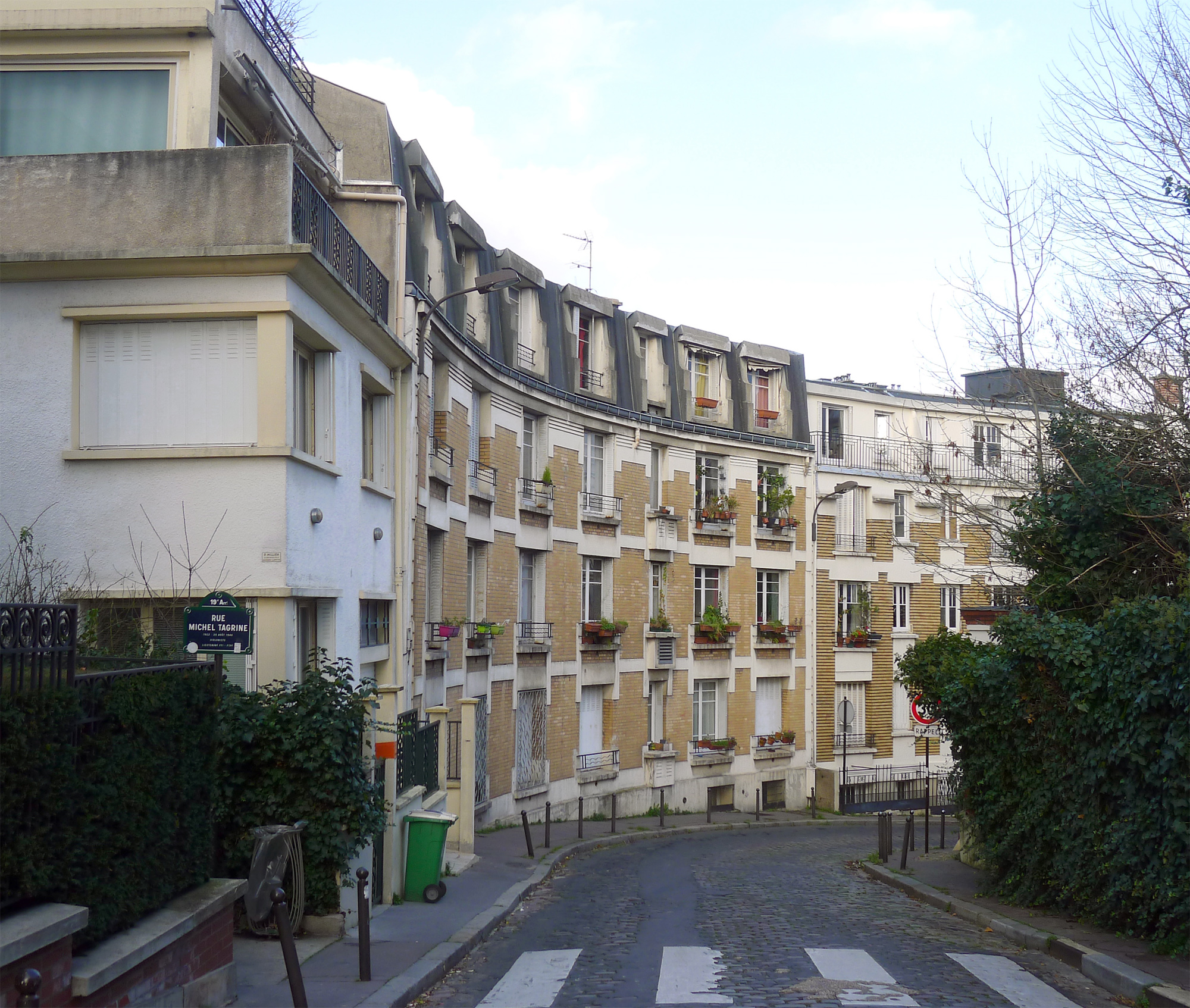
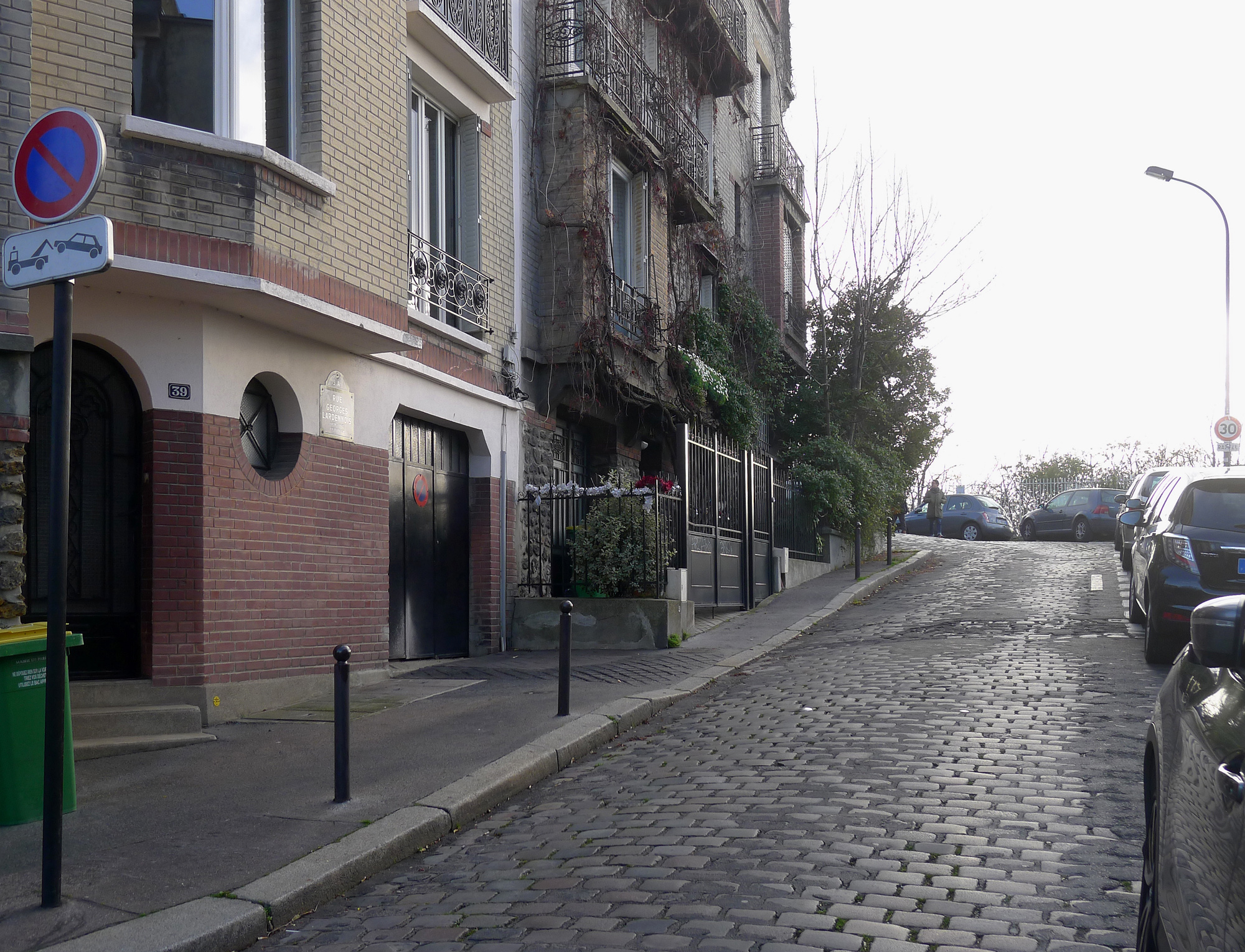
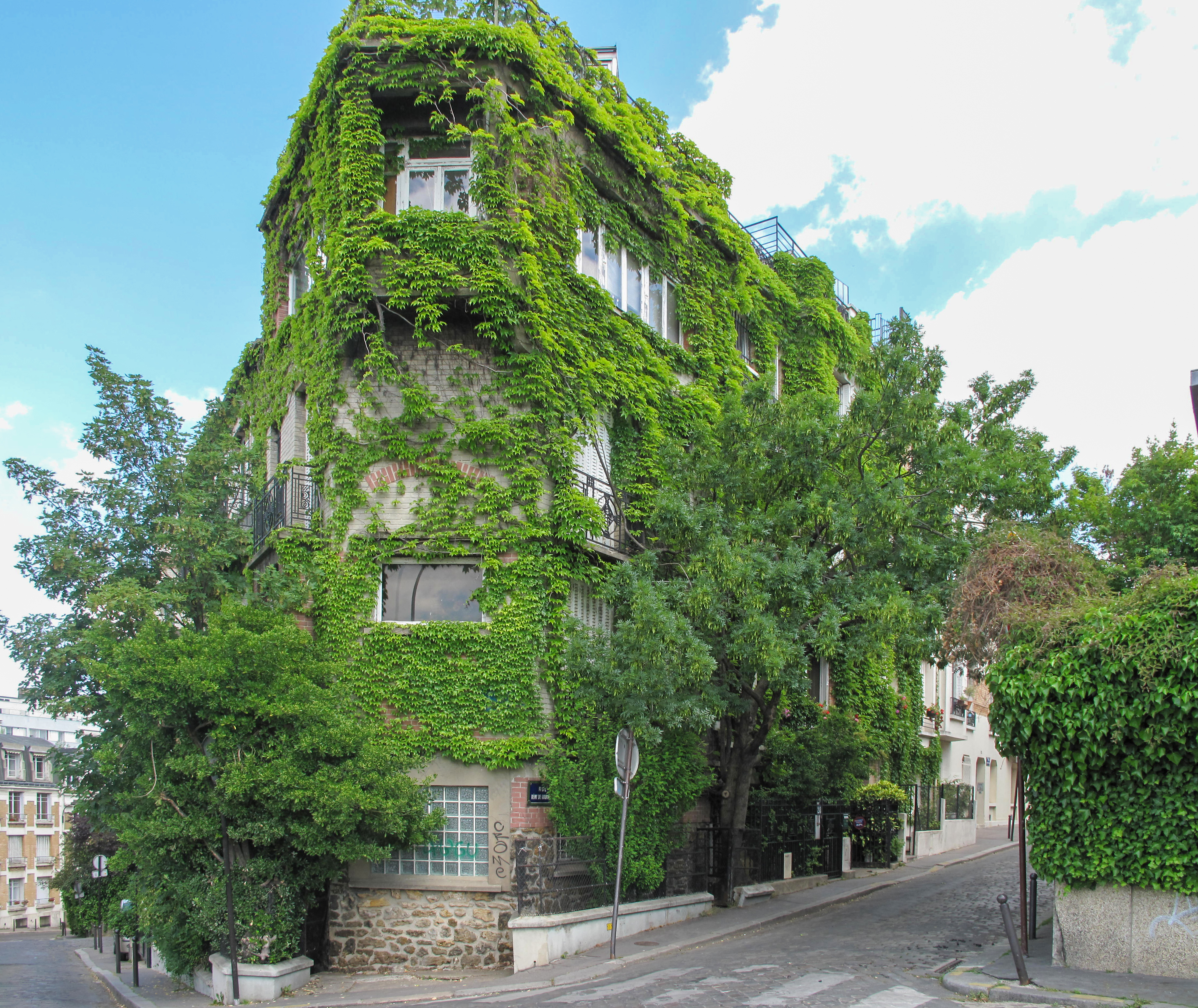
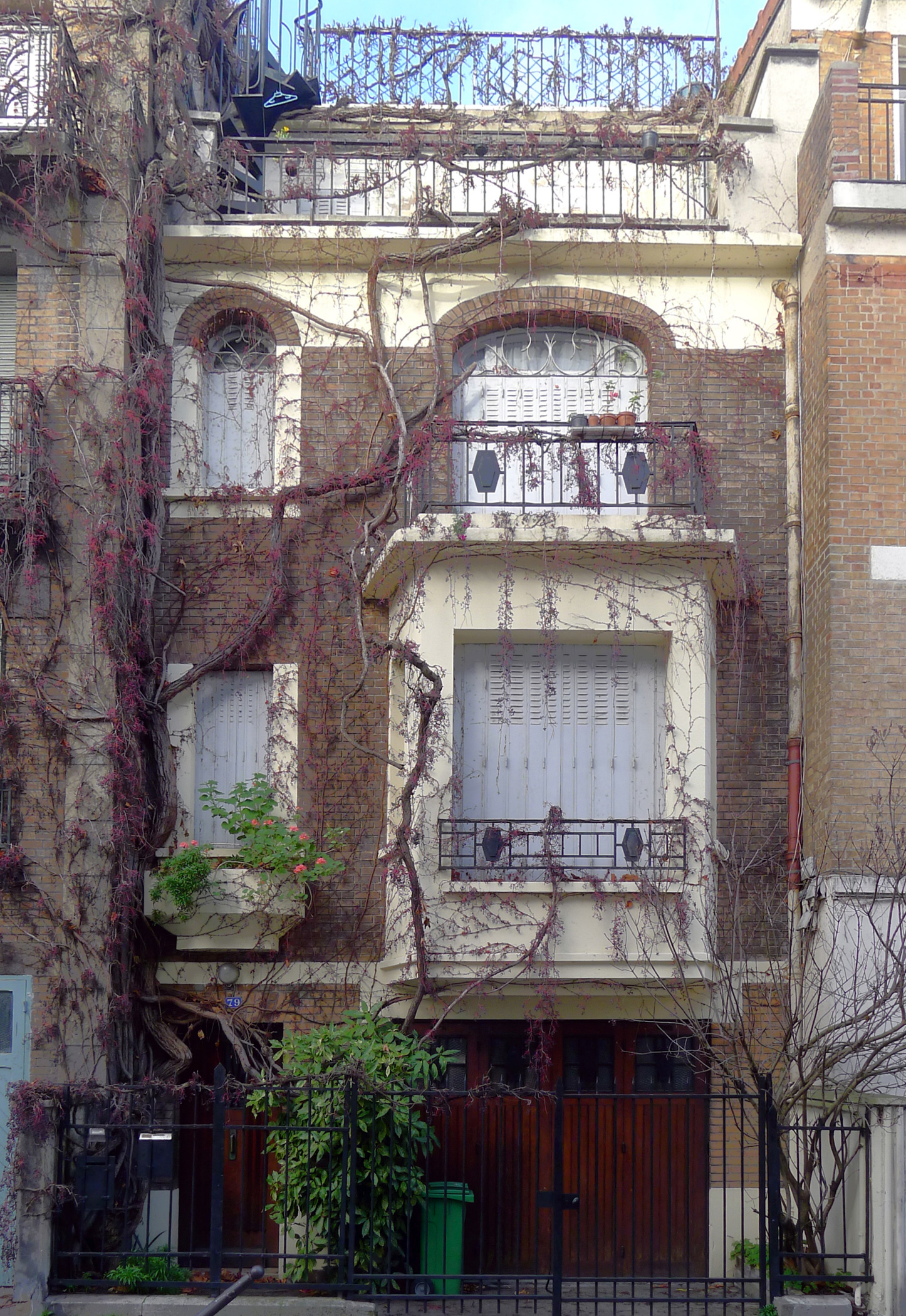

## Bâtiments remarquables et lieux de mémoire
- Le jardin de la Butte-Bergeyre.
- Au no 6, Pierre Naville, poète, écrivain et éminent sociologue, compagnon d’André Breton au début du surréalisme, résida au milieu des années 1930, lorsqu’il militait dans un groupement trotskiste[2].
- Au no 70 se trouvait la villa Zilveli.
- L'escalier descendant vers l'avenue Simon-Bolivar, immortalisé par le photographe Willy Ronis en 1950[3].

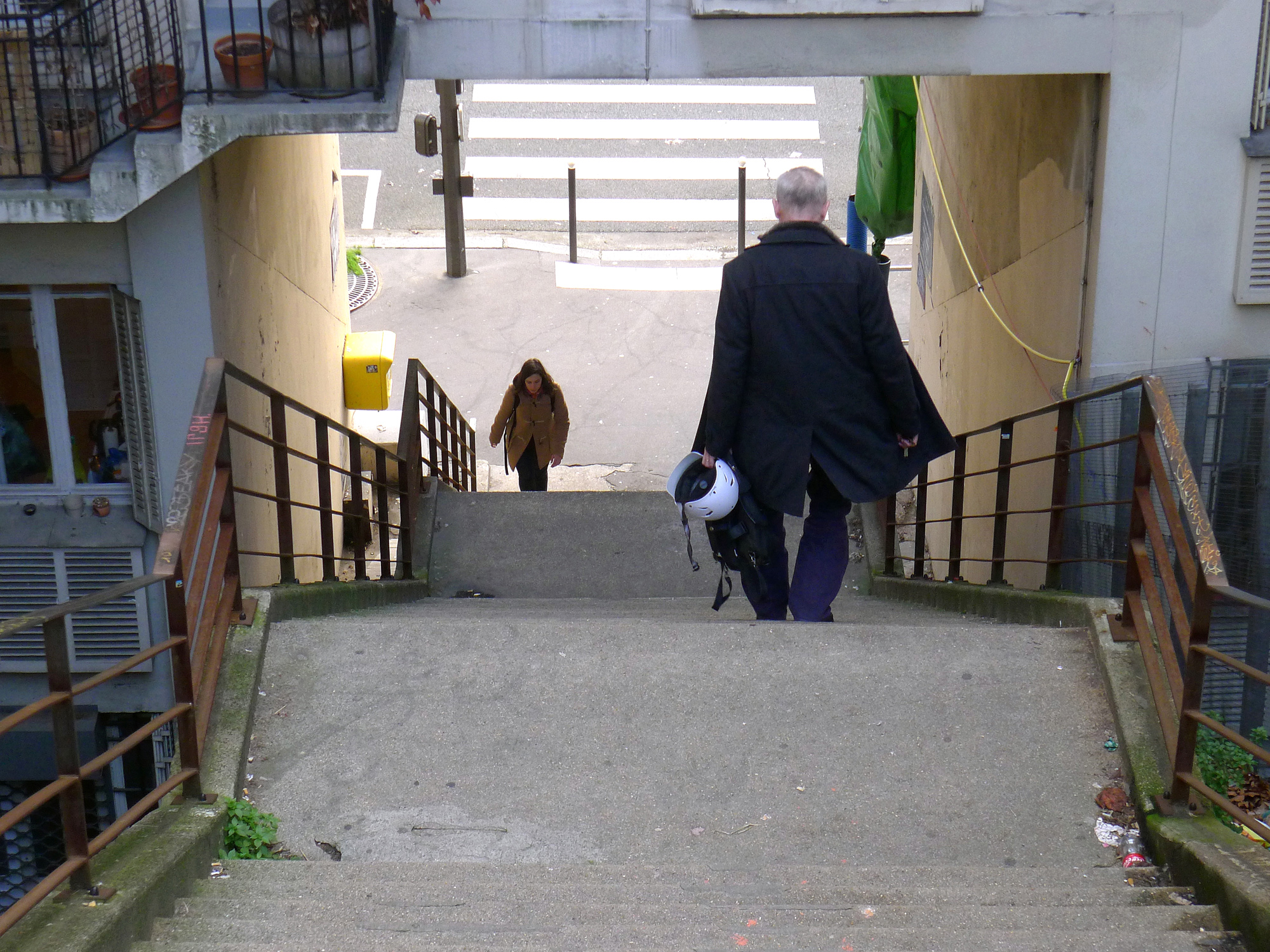
L'escalier immortalisé par le photographe Willy Ronis en 1950[3].
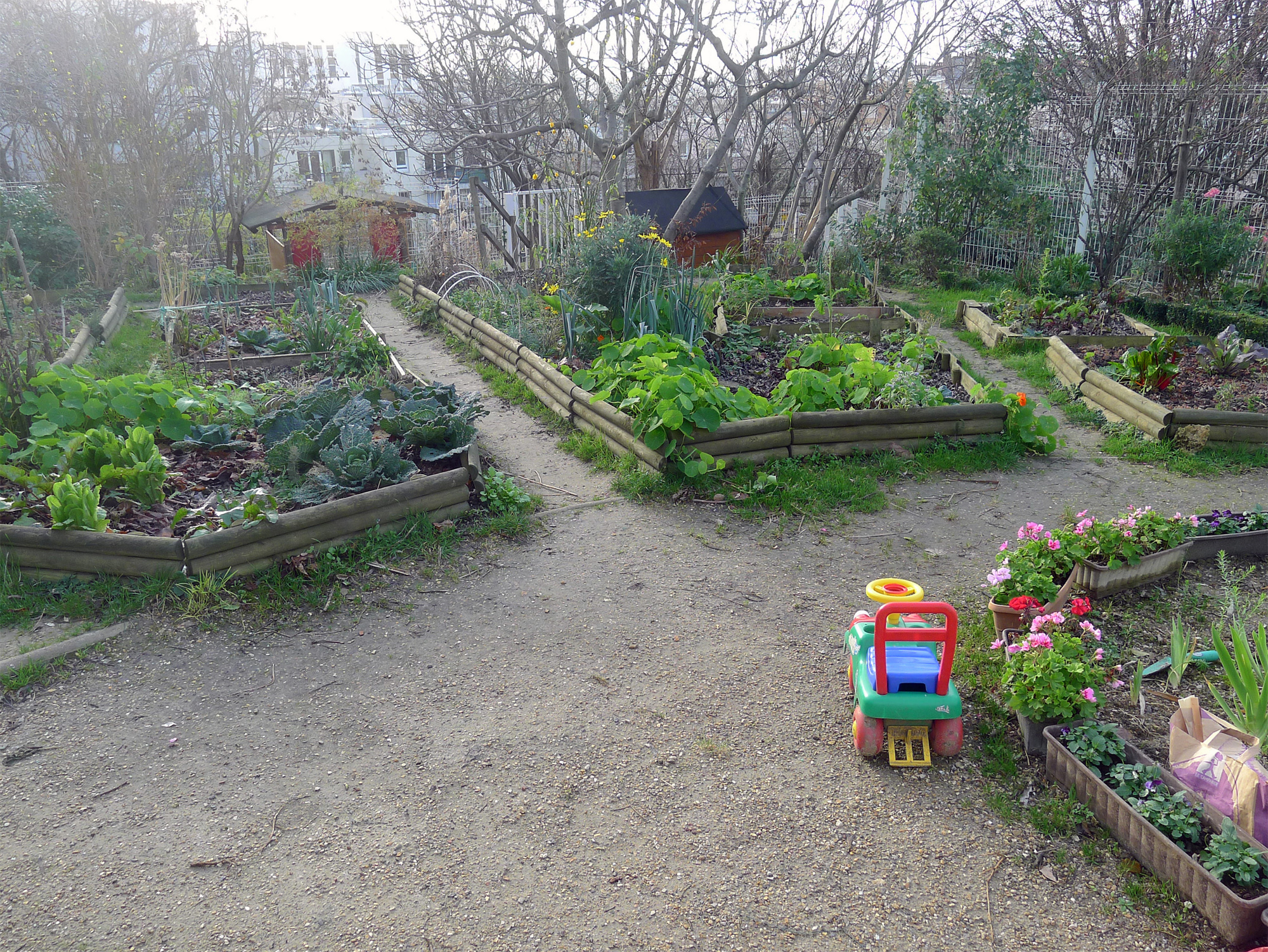
Le jardin de la Butte-Bergeyre.